# 荷地镇
荷地镇，是中华人民共和国浙江省丽水市庆元县下辖的一个乡镇级行政单位。

## 行政区划
荷地镇下辖以下地区：
荷地村、底墅村、高住村、马家地村、际面村、塘尾村、洋边村、青社村、黄沙村、高际村、半路村、大岩村、杨朗坑村、杨桥村、黄洋村、岩坑村、桃坑村、松坑村、苏湖村、杨冯源村、横岭村、东山村、坪头村、茶垅村、石磨下村和胡处洋村。